# Гаврово (Дновский район)
Гаврово — деревня в Дновском районе Псковской области России. Входит в Искровскую волость.
Расположено на юге района, в 15 км к юго-востоку от районного центра, города Дно, на реке Дубенка. Через деревню проходит автодорога Дно — Дедовичи,

## Население
| 2001 | 2002 | 2010 |
| ---- | ---- | ---- |
| 232  | ↘200 | ↘177 |

Численность населения деревни по оценке на конец 2000 года составляла 232 человека, на 2010 год — 190 человек.

## История
До 2015 года была административным центром Гавровской волости, до 2006 года — Октябрьской волости, с 1963 до 1995 года — Октябрьского сельсовета  Дновского района.